# Dispensaire des Usines Henricot
Pour les articles homonymes, voir Henricot.
Le Dispensaire des Usines Henricot est un édifice de style éclectique situé sur le territoire de la commune belge de Court-Saint-Étienne en Brabant wallon conçu par l'architecte André Dautzenberg.

## Localisation
L'édifice se situe rue Belotte, le long de la ligne de chemin de fer qui traverse Court-Saint-Étienne.
Cette rue présente un alignement de témoins du passé des usines Émile Henricot, comprenant du sud au nord le Foyer populaire (1913), le « Dispensaire des Usines » (1922), la « Conciergerie » (1908), les Grands bureaux de l'usine Henricot n°2 (1926) et le Parc à Mitrailles (1951).

## Historique
Le Dispensaire des Usines Henricot a été construit en 1922, contre le Foyer populaire,.
Il abrite actuellement le Centre Culturel du Brabant wallon.

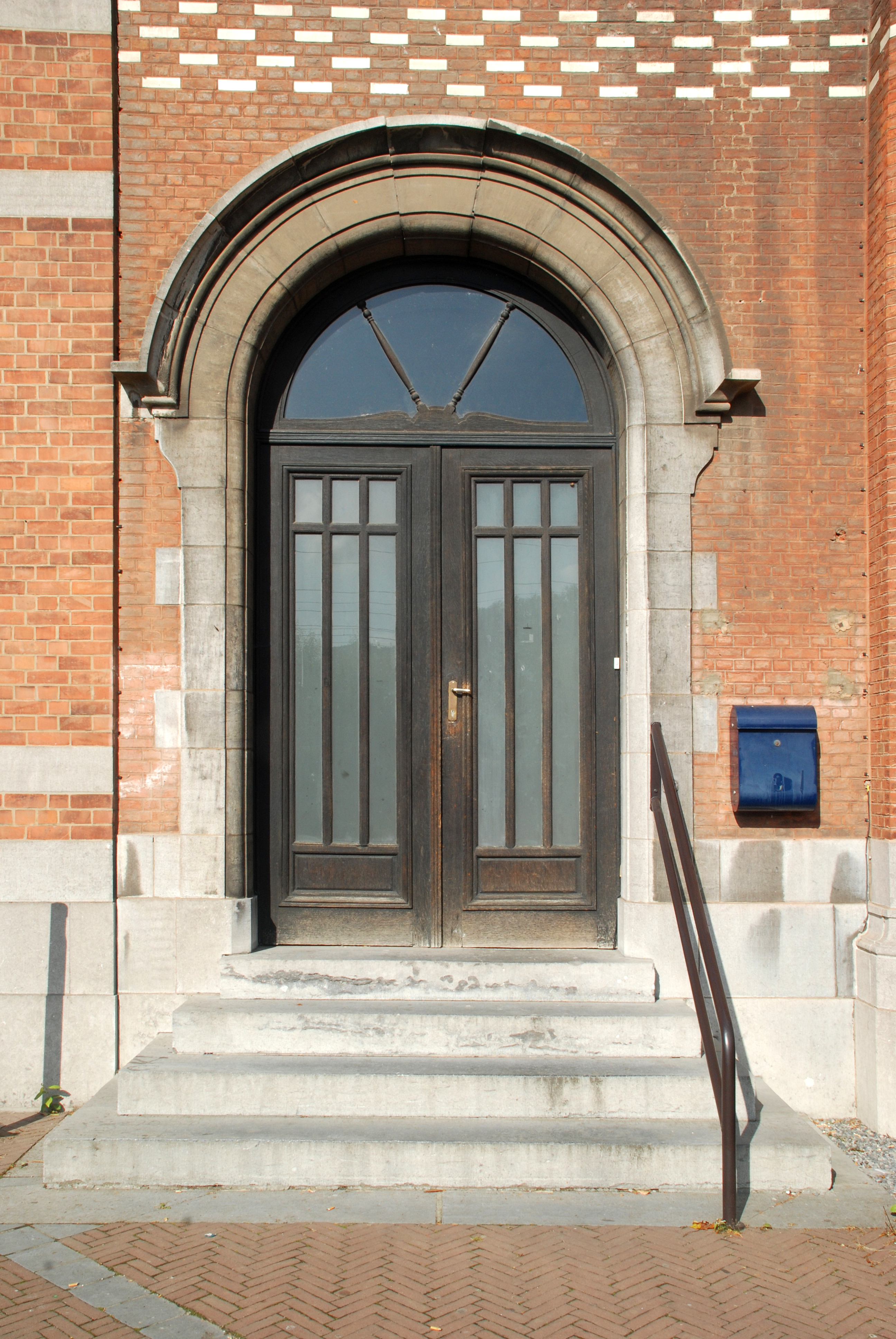
La porte du dispensaire.